# 小行星27855
小行星27855（27855 Giorgilli）是一颗绕太阳运转的小行星，为主小行星带小行星。该小行星于1995年1月发现。

## 轨道参数
小行星27855的轨道半长轴为380 935 127 km（2.5463578 UA），离心率为0.079。